# Karenjy
Karenjy — марка автомобилей мадагаскарского автопроизводитель Fiarafy со штаб-квартирой в городе Фианаранцуа, на Мадагаскаре. Единственный автопроизводитель Мадагаскара. Автомобили выпускались с 1985 года. На логотипе компании изображён бык зебу.

## История

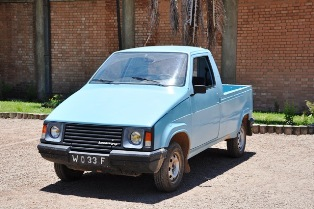
Karenjy Faoka

Автомобили Karenjy впервые были разработаны в 1980-х годах при президенте Дидье Рацирака в Малагасийском Институте инноваций IMI. Этот так называемый социалистический период «чрезмерных инвестиций», был направлен на разработку продуктов, которые затем были запущены в производство в провинциях. Таким образом, были созданы:
- в Манандзари — судоверфь ACN;
- в Фианаранцуа — компания Fiarafy производит автомобили Karenjy;
- самолет Hitsikitsika, названный в честь пустельги;
- масштабная реконструкция большой сети каналов Пангаланес, построенных ещё во времена Малагасийского Королевства.

С 1985 по 1990 год было выпущено менее ста единиц автомобилей марки Karenjy. Производство было остановлено в 1993 году во время смены правительства Дидье Рацирака на правительство Альберта Зафи. В это время завод был помещён под правовую защиту, просуществовав в итоге 15 лет, прежде чем правительство предложило перезапустить бизнес.

## Хронология

### 1980—1995
В 1980 году в Мадагаскаре решили заниматься автомобилестроением. Тогда были планы производить 500 автомобилей в год и продавать их по всей Африке. В 1984 году выпустили первый автомобиль. Но продать автомобили не удалось.
В 1985 году автомобили Karenjy были представлены в автосалоне Mondial de l'Automobile в Париже.
В 1989 году завод выпустил папамобиль для прибытия в Фианаранцуа Иоанна Павла II. Является уникальным экспонатом и до сих пор хранится в Фианаранцоа.
В 1995 году производство прекратилось.

### 2009—настоящее время
В 2009 году компания была заново восстановлена, и началось производство автомобиля Karenjy Tily на базе Рено 18 и Рено Экспресс. Каждый год создавалось около десятка автомобилей. Ожидалось, что в 2017 году будет выпущено уже 200 машин.
Фабрика воспроизводит в 2019 году папамобиль для приезда в Фианаранцуа папы Франциска.

## Модели

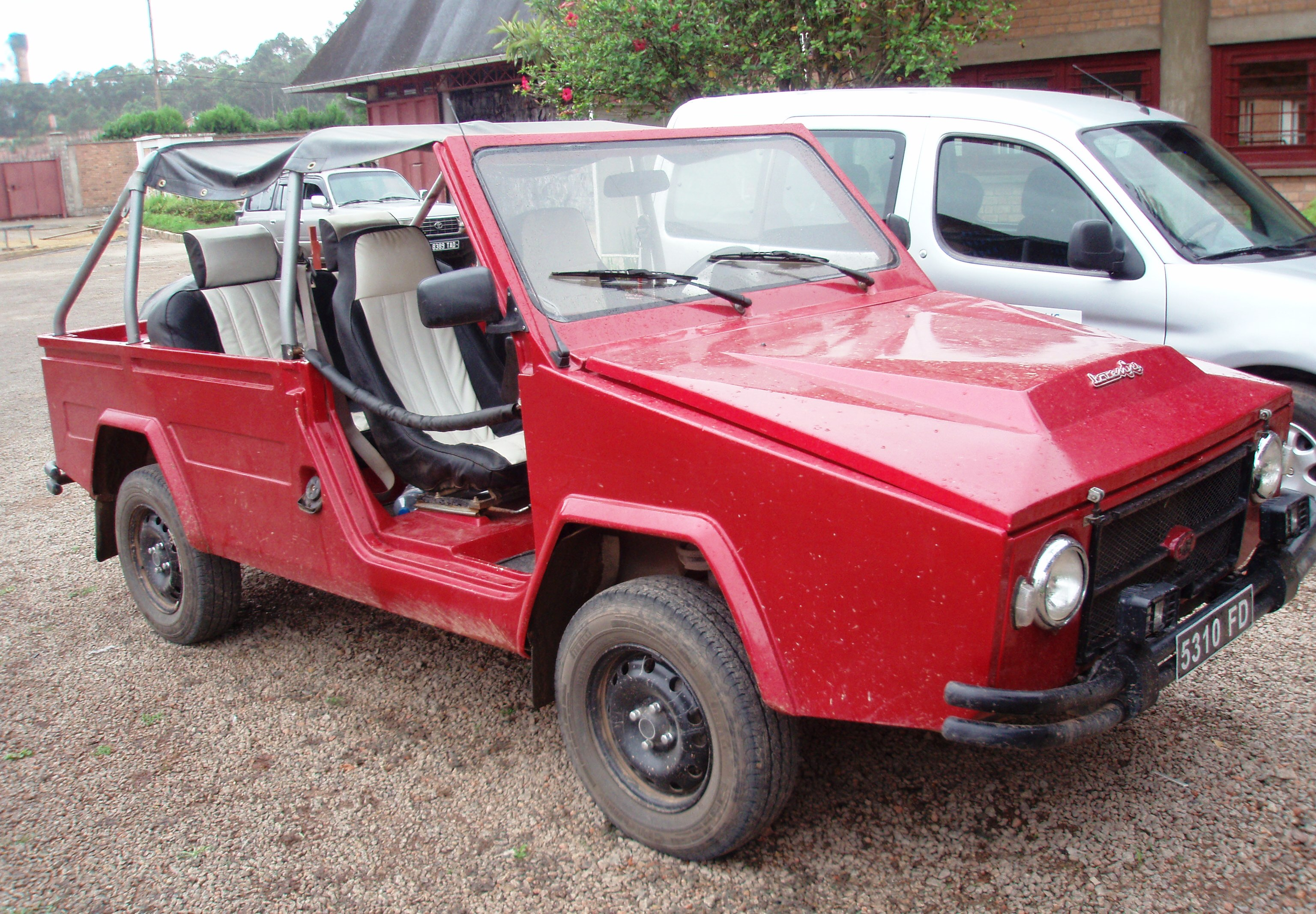
Karenjy Mazana 1

- Mazana 1 4×4 (кабриолет), дизельный двигатель.
- Mazana 2 4×4 (седан и кабриолет), дизельный двигатель.
- Faoka 2×4 (пикап), бензиновый двигатель.
- Tily 4×4 (кабриолет).